# Свети Йоан Рилски (Лондон)
„Свети Йоан Рилски“ (на английски: Bulgarian Orthodox Church St John of Rila) е българска православна църква в Лондон, Великобритания, част от Българската източноправославна епархия в Западна и Средна Европа на Българската православна църква. Открита е през 2025 година и е първата българска църква в Лондон.

## История
С помощта на българската държава в началото на 90-те години на XX век на територията на посолството на България в Лондон е предоставен гараж, който е преустроен за нуждите на Българската православна църква в параклис „Свети Йоан Рилски“. През 1993 година параклисът е осветен. Оттогава българската общност в Лондон проявява желание и за построяването на български православен храм.
Храмът е осветен на 23 февруари 2025 година от патриарх Даниил Български в съслужение с митрополит Антоний Западно- и Средноевропейски в присъствието на българския посланик Тихомир Стойчев и неговия предшественик Марин Райков, както и делегация от Синода на Българската православна църква и над 300 български граждани.